# Supercupa Moldovei 2011
La Supercupa Moldovei 2011 è stata la 5ª edizione della Supercoppa moldava.
La partita si è disputata a Tiraspol allo stadio Sheriff Stadium tra l'Iskra-Stal, vincitore della coppa e il Dacia Chișinău, vincitore del campionato.
A conquistare il trofeo è stato il Dacia Chișinău per 1-0. Per la squadra di Chișinău è il primo titolo.

## Tabellino
| Arbitro: | Gennady Sydenko |

|  |           |            |
|  | Marcatori | 12’ Pavlov |

| Iskra-Stal | Dacia Chișinău |

### Formazioni
|                 |    |                     |  |     |
|                 |    |                     |  |     |
| POR             | 1  | Anatoli Cebotari    |  |     |
| DIF             | 2  | Serghei Gafina      |  | 58’ |
| DIF             | 17 | Vadym Leshchuk      |  |     |
| DIF             | 24 | Viktor Uzbek (C)    |  |     |
| CEN             | 8  | Andrei Porfireanu   |  | 75’ |
| CEN             | 7  | Sergiu Zacon        |  | 62’ |
| CEN             | 6  | Thomas Kouroma      |  |     |
| CEN             | 11 | Yevgeniy Vishnyakov |  | 46’ |
| CEN             | 15 | Sandro Shugladze    |  | 46’ |
| ATT             | 9  | Eugeni Gorodeci     |  |     |
| ATT             | 20 | Oleksandr Suchu     |  |     |
| A disposizione: |    |                     |  |     |
| DIF             | 5  | Andrei Novicov      |  | 58’ |
| CEN             | 9  | Nicolai Rudac       |  | 46’ |
| CEN             | 14 | Denis Ponomar       |  | 46’ |
| CEN             | 23 | Serhiy Chebotaryov  |  | 62’ |
| Allenatore:     |    |                     |  |     |
| Yuri Blonari    |    |                     |  |     |

|                     |    |                       |  |     |
|                     |    |                       |  |     |
| POR                 | 1  | Ghenadie Mosneaga     |  |     |
| DIF                 | 5  | Dumitru Popovici      |  |     |
| DIF                 | 4  | Denis Ilescu          |  | 70’ |
| DIF                 | 2  | Branislav Atanacković |  | 62’ |
| DIF                 | 20 | Iulian Bursuc         |  |     |
| CEN                 | 23 | Miloš Krkotić         |  | 73’ |
| CEN                 | 9  | Ghenadie Orbu (C)     |  |     |
| CEN                 | 15 | Kemal Alomerović      |  | 68’ |
| CEN                 | 18 | Iurie Groşev          |  |     |
| ATT                 | 19 | Oleg Molla            |  |     |
| ATT                 | 8  | Vasilij Pavlov        |  | 59’ |
| A disposizione:     |    |                       |  |     |
| CEN                 | 11 | Maxim Mihaliov        |  | 68’ |
| CEN                 | 21 | Andrei Cojocari       |  | 73’ |
| ATT                 | 17 | Aleksandr Nechaev     |  | 76’ |
| Allenatore:         |    |                       |  |     |
| Igor' Dobrovol'skij |    |                       |  |     |